# Robert Pingitzer
Robert Pingitzer (* 29. Dezember 1985 in Wien) ist ein österreichischer Triathlet. Er ist österreichischer Meister (M25) auf der Langdistanz (2012) und wird in der Bestenliste österreichischer Triathleten auf der Ironman-Distanz geführt.

## Werdegang
Der gelernte Hauptschullehrer für Mathematik und Leibeserziehung Pingitzer startete 2007 erstmals bei einmal Triathlon über die Kurzdistanz. 2008 erfolgte erstmals ein Start auf der Langdistanz.
Seit 2013 startet er als Profi-Triathlet.
Im September 2017 wurde er in Podersdorf Dritter bei der Staatsmeisterschaft auf der Triathlon-Langdistanz und 2018 belegte er erneut den dritten Rang. Er wird trainiert von Johann Lindener.

## Sportliche Erfolge
| Datum/Jahr   | Rang | Wettbewerb                                     | Austragungsort | Zeit     | Bemerkung                                                            |
| ------------ | ---- | ---------------------------------------------- | -------------- | -------- | -------------------------------------------------------------------- |
| 1. Sep. 2018 | 3    | ÖTRV Staatsmeisterschaft Triathlon Langdistanz | Podersdorf     | 08:57:31 | als Dritter beim Austria-Triathlon                                   |
| 2. Sep. 2017 | 3    | ÖTRV Staatsmeisterschaft Triathlon Langdistanz | Podersdorf     | 08:27:21 | als Vierter beim Austria-Triathlon (Marathon in 2:45 h)              |
| 4. Sep. 2016 | 3    | Austria-Triathlon                              | Podersdorf     | 08:45:18 | [ 4 ]                                                                |
| 5. Sep. 2012 | 6    | ÖTRV Staatsmeisterschaft Triathlon Langdistanz | Podersdorf     |          | Sieg bei der Staatsmeisterschaft M25 im Rahmen des Austria-Triathlon |
| 2010         |      | ÖTRV Staatsmeisterschaft Triathlon Langdistanz | Podersdorf     | 09:13    | beim Austria-Triathlon                                               |

| Datum/Jahr    | Rang | Wettbewerb    | Austragungsort | Distanz  | Zeit  | Bemerkung |
| ------------- | ---- | ------------- | -------------- | -------- | ----- | --------- |
| 14. Okt. 2007 | 20   | Graz-Marathon | Graz           | Marathon | 02:48 |           |

(DNF – Did Not Finish; DSQ – Disqualifiziert)